# 幸せのセラピー
『幸せのセラピー』（原題：Meet Bill）は、2007年のアメリカ映画。2007年のトロント国際映画祭上映作品。

## あらすじ
太り気味で冴えないビルは、地元の名門ジャコビー家の娘のジェスと結婚して、逆玉の輿となった。しかしビルは金持ちとしての生活に馴染めなかった。そしてある日、ビルはジェスが浮気している現場を目撃してしまう。

## キャスト
| 役名                   | 俳優                     | 日本語吹替 |
| ---------------------- | ------------------------ | ---------- |
| ビル・アンダーソン     | アーロン・エッカート     | 郷田ほづみ |
| ルーシー               | ジェシカ・アルバ         | 岡寛恵     |
| ジェス・ジャコビー     | エリザベス・バンクス     | 井上喜久子 |
| キッド                 | ローガン・ラーマン       | 柿原徹也   |
| チップ・ジョンソン     | ティモシー・オリファント | 真殿光昭   |
| ジョン・ジャコビー     | ホームズ・オズボーン     | 稲葉実     |
| ジョン・ジュニア       | トッド・ルイーソ         | 佐久田脩   |
| サージ・トンプソン     | クレイグ・ビアーコ       | 相沢正輝   |
| ポール・ローズ         | リード・ダイアモンド     | 堀本等     |
| ジェーン・ウィットマン | クリステン・ウィグ       | 若原美紀   |
| ジム・ウィットマン     | ジェイソン・サダイキス   | 遠藤純一   |
| ローラ                 | マリサ・カフラン         | 上田純子   |

## 製作の背景
当初ルーシー役にはリンジー・ローハンが配役されていたが、降板。それに伴いジェス役に配役されていたアマンダ・ピートからエリザベス・バンクスに変更となった。ルーシー役にはジェシカ・アルバが起用された。
撮影は2006年6月11日から7月20日まで、ミズーリ州セントルイスで行われた。